# ハイダラーバーディー・ビリヤニ
ハイダラーバーディー・ビリヤニ（Hyderabadi biryani）、あるいはハイダラーバーディー・ドゥム・ビリヤニ（Hyderabadi dum biryani）はインドのハイダラーバード（ハイデラバード、以降都市名はこちらで表記する）由来のビリヤニのスタイルである。バスマティとヤギ肉にスパイスをふんだんに使って調理した料理で、独特の弱火によるドゥム・プクトと呼ばれる調理法で作られている。ハイデラバードのニザームの食卓で生まれた料理であり、ハイデラバード料理とムガール料理の要素を組み合わせたものである。現在ではハイダラーバーディー・ビリヤニはハイデラバード料理を代表する一皿になっており、ビリヤニといえばハイデラバードと評される。

## 歴史
ハイデラバードは1630年代にムガール帝国によって征服され、ニザームによって統治された。ムガール料理の伝統が土着の料理と結びついてハイデラバード料理が生まれた :92。地域の民話によれば、ハイダラーバーディー・ビリヤニは18世紀半ばに初代ニザームであるニザームル・ムルクのシェフが狩りの遠征のさなかに生み出したものという。1857年にデリー包囲によってムガル帝国が崩壊すると、ハイデラバードは南アジア文化の中心に躍り出た。このことはハイダラーバーディー・ビリヤニに様々な革新をもたらす結果となった:viii 。

### 起源
ハイダラーバーディー・ビリヤニの正確な起源ははっきりしていない。伝説ではニザームのシェフの発明ということになっているが、このビリヤニはアラブ人商人たちによって南アジアにもたらされたピラフの一種をもとに生まれた南インド起源の料理といわれている。プラオは中世インドの兵糧であったかもしれない。兵士たちは米と何かしら手に入る肉を一つの鍋で調理したものを食べたようである。「プラオ」と「ビリヤニ」の差はあいまいなものである。

## 食材

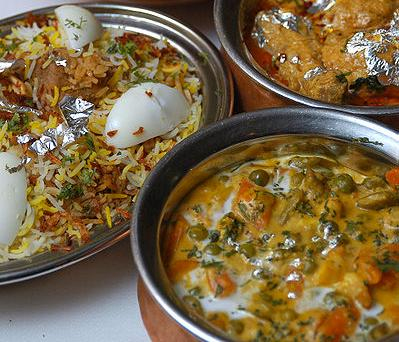
ほかのインド料理とともに供されるハイダラーバーディー・ビリヤニ（左）
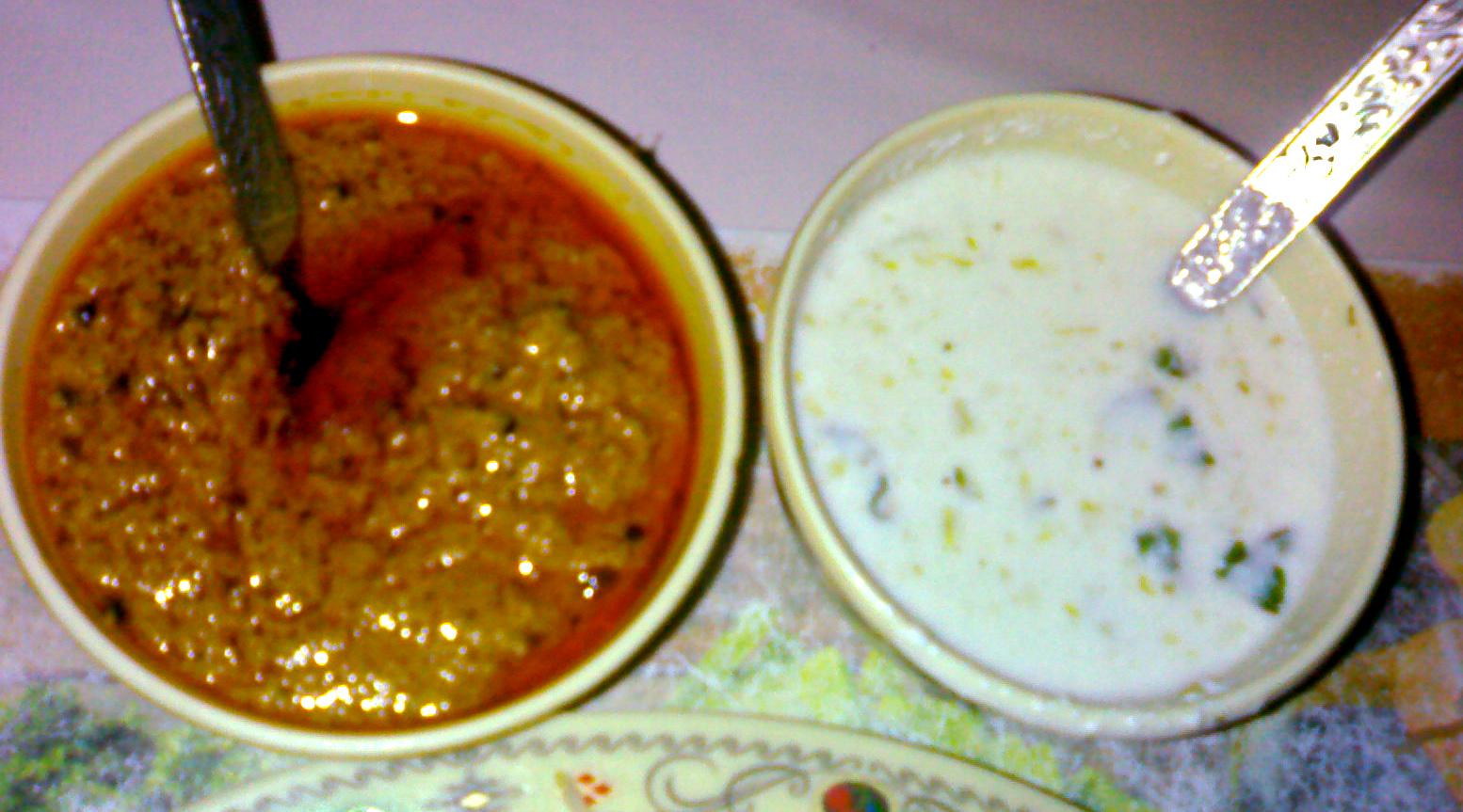
定番の付け合わせ：ミルチィ・カ・サーランとライタ/ダヒ・チャツネ

基本の食材はバスマティ、ヤギ肉（鶏肉や牛肉になることも）、ダヒ、フライド・オニオン、そしてギーである。使われるスパイスはシナモン、クローブ、カルダモン（elaichi）、ベイリーフ、ナツメグ、パパイヤペースト、キャラウェイ(shahi jeera)、ナツメグの皮（javitri）、スターアニス、レモン、そしてサフラン、パクチー、そして付け合わせである。

## タイプ

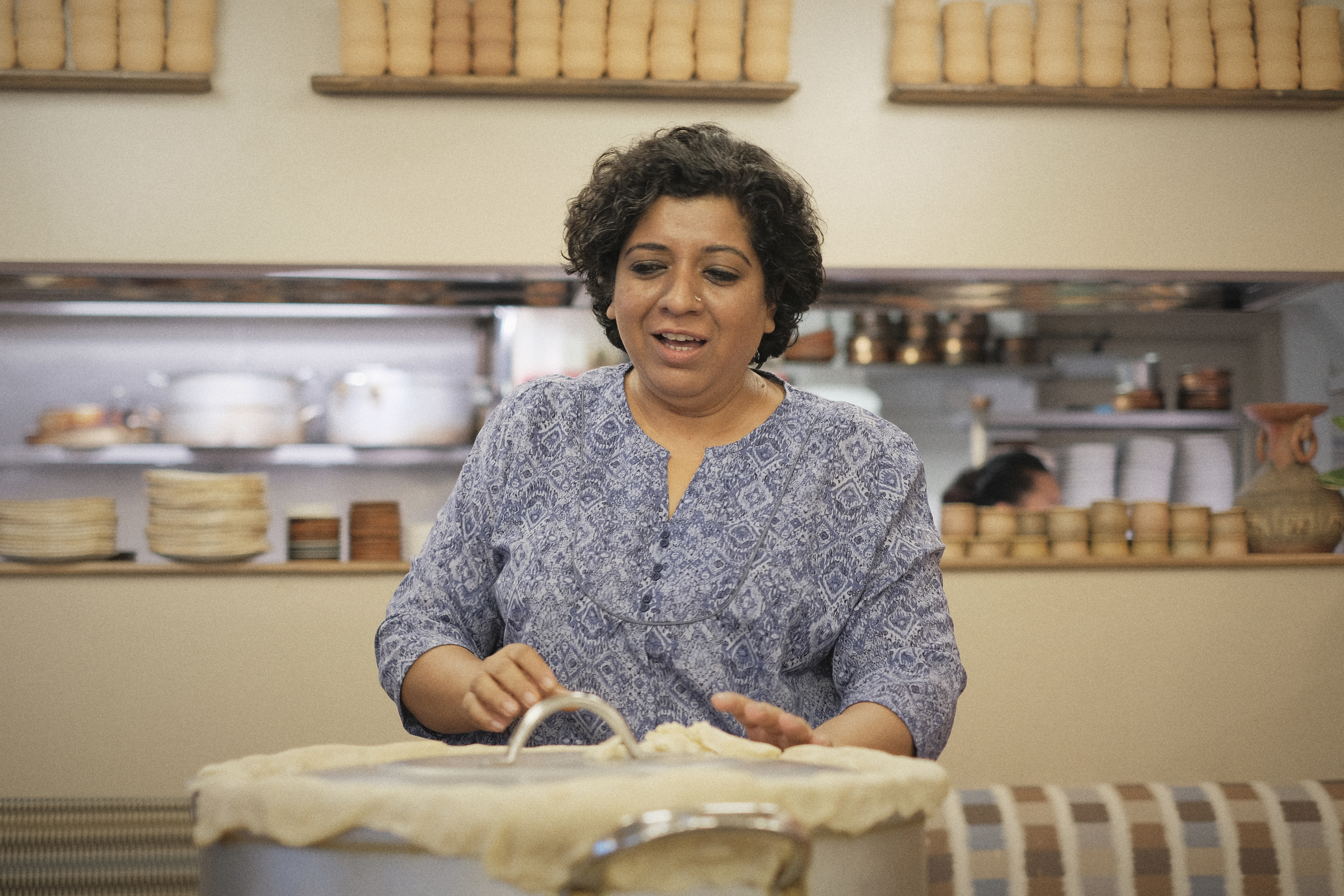
アスマ・カーンシェフがダム・スタイルのビリヤニを調理する様子

ハイダラーバーディー・ビリヤニには生のカッチー（kachchi）・ビリヤニと、調理したパッキー（pakki）・ビリヤニの二つのタイプがある。

### カッチー・ゴーシュト・キ・ビリヤニ
カッチー・ビリヤニにはkachchi goshtというスパイスに一晩以上つけてからダヒに浸した生肉が使われる。ハンディ（handi）という容器の中に香り高いバスマティと生肉の層を交互に重ね、小麦粉を練った生地で容器を密閉してから調理する。この記事は容器内の水分を調整し、また圧を加えて香りを閉じ込めるためのものでダム・スタイル（dum）と呼ばれる。この方法は難しい方法で、肉への火の通り方を調節するために時間と温度に細心の注意を払う必要がある。　

## 付け合わせ
ビリヤニの定番の付け合わせにはダヒ・チャツネ やミルチィ・カ・サーラン（青唐辛子のカレー）があり、ライタもよく添えられる。一般的な副菜にはバガール・エ・バインガン（ナス料理）がある。玉ねぎやニンジン、キュウリ、そしてくし形に切ったレモンが入ったサラダもある。